# Bipinnula
Bipinnula je rod orhideja iz tribusa Chloraeeae, dio potporodice Orchidoideae. Postoji 10 priznatih vrsta s juga Brazila, sjeveroistočne Argentine, Urugvaja i Čilea.

## Vrste
1. Bipinnula biplumata (L.f.) Rchb.f.
2. Bipinnula fimbriata (Poepp.) I.M.Johnst.
3. Bipinnula gabriel P.A.Bravo & G.M.Baeza
4. Bipinnula gibertii Rchb.f.
5. Bipinnula montana Arechav.
6. Bipinnula penicillata (Rchb.f.) Cisternas & Salazar
7. Bipinnula plumosa Lindl.
8. Bipinnula polysyka Kraenzl.
9. Bipinnula taltalensis I.M.Johnst.
10. Bipinnula volkmannii Kraenzl.

## Sinonimi
- Geoblasta Barb.Rodr.
- Jouyella Szlach.